# Soyo flygplats
Soyo flygplats är en flygplats i Angola.   Den ligger i provinsen Zaire, i den nordvästra delen av landet, 300 kilometer norr om huvudstaden Luanda. Soyo flygplats ligger 8 meter över havet.
Terrängen runt Soyo flygplats är platt. Havet är nära Soyo flygplats norrut. Närmaste större samhälle är Soio, 0,76 kilometer norr om Soyo flygplats.
Trakten runt Soyo flygplats består huvudsakligen av våtmarker. Runt Soyo flygplats är det mycket glesbefolkat, med 7 invånare per kvadratkilometer.